# Schloss Hainhofen

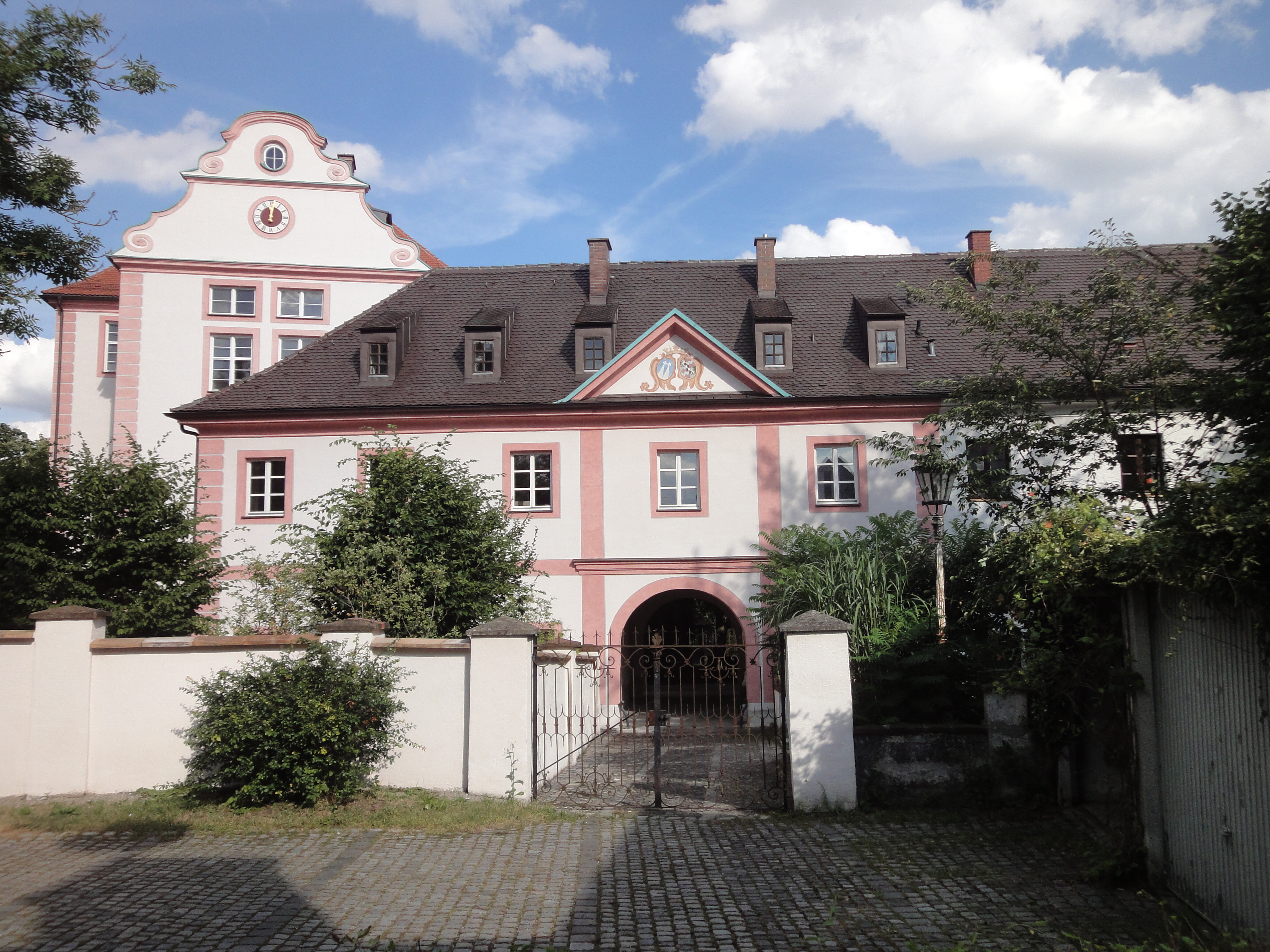
Tordurchfahrt mit Allianzwappen derer von Rehlingen und Welsperg-Primör

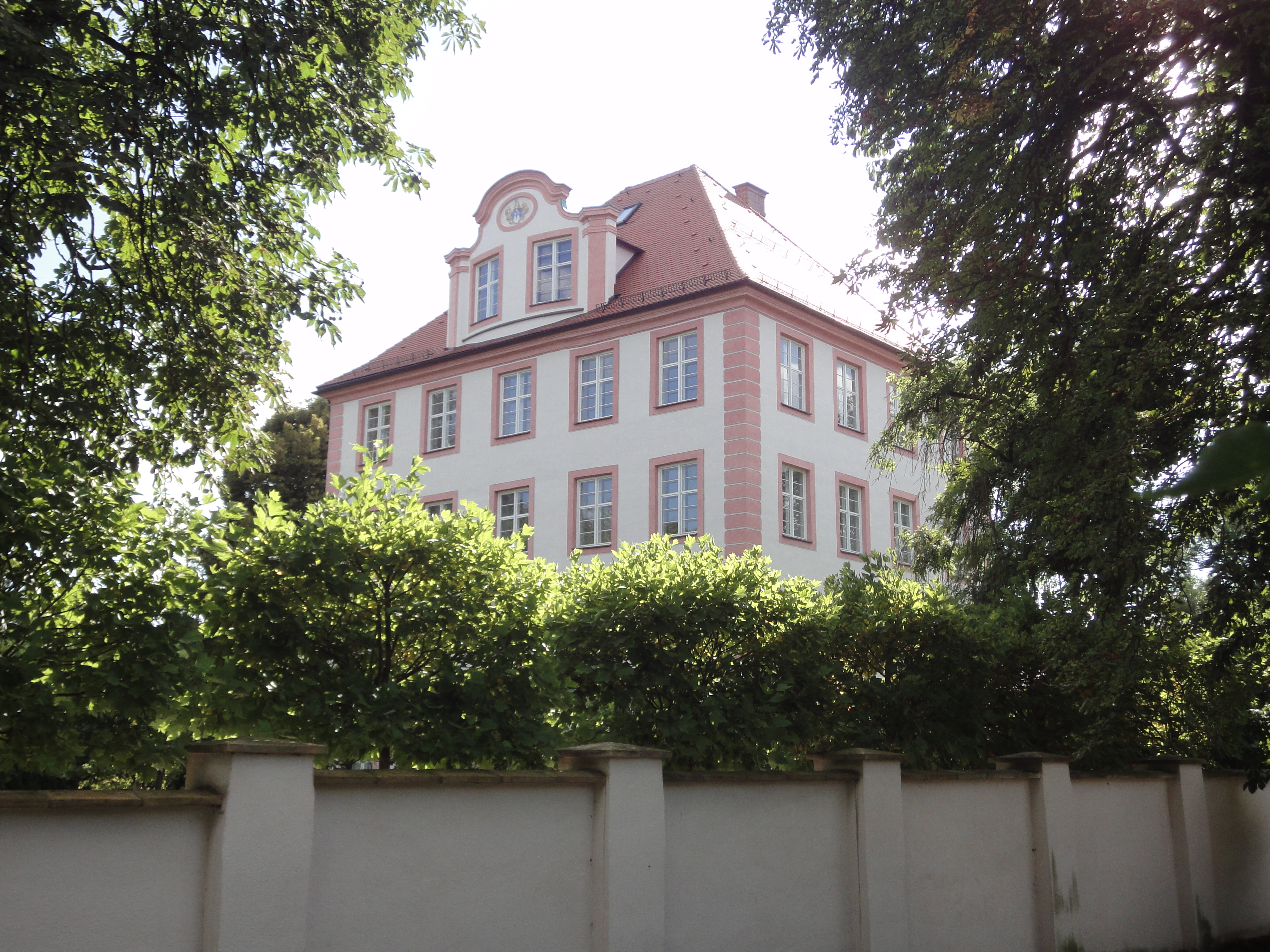
Das Schloss

Schloss Hainhofen liegt in Hainhofen, einem Ortsteil von Neusäß im Landkreis Augsburg. Es besteht aus zwei Teilen, einem Hoch- und einem Langschloss.

## Geschichte
Im Jahre 1582 erwarb Anton Fugger von Gabriel Rehlinger die Herrschaft Hainhofen und das dazugehörende Wasserschloss. Von ihm wurde die aus Hoch- und Langschloss bestehende Anlage in Renaissanceform errichtet. Anton Fugger veranlasste auch den Bau einer Kapelle. Bereits 1601 verkaufte Anton Fugger das Anwesen an Wolfgang von Paler der Jüngere, der als Protestant die Kapelle einreissen ließ. Palers Tochter Magdalena heiratete 1602 Max Karl Rehlinger und so kam das Schloss wieder in Besitz der Rehlinger. Nach einer wechselvollen Geschichte ging das Schloss schließlich wieder an die Rehlinger über. Das heutige Erscheinungsbild des Hochschlosses resultiert aus einer umfassenden Erneuerung um 1730:
Damals wurden die Erker abgetragen, das Satteldach durch ein Walmdach ersetzt und die Ostseite durch einen Zwerchgiebel mit geschwungenen Abschluss akzentuiert. Ein im Westen angebauter Risalit birgt das großzügige Treppenhaus. Im Obergeschoss wurde ein Saal eingerichtet und mit zarten Deckenstuck dekoriert.
Im letzten Viertel des 18. Jahrhunderts erfolgte eine weitere grundlegende Modernisierung. Dabei wurde mittels eines Verbindungsbaus die strikte Trennung zwischen Hoch- und Langschloss aufgehoben:
Letzteres zeigt sich seither als Gebäude zu zweieinhalb Geschossen unter einem flachen Walmdach. Im Zwerchgiebel über der westlichen Tordurchfahrt ist das Allianzwappen der Erbauer, Joseph Karl Freiherr von Rehlingen und seiner zweiten Gemahlin (Heirat 1776) Franziska Gräfin von Welsperg-Primör, angebracht. Das 19. Jahrhundert brachte 1854 die Einrichtung einer kleinen Schlosskapelle in einem westlichen Raum des Erdgeschosses.
Das Schloss blieb bis in den 1930er Jahren im Besitz der freiherrlichen Familie Rehlingen, kam dann durch Heirat von Emilie von Rehlingen an den Reichstagsabgeordneten und SS-Standartenführer Rolf von Humann, der die Besitzungen verpachtete und das Hochschloss zunächst an die Arbeiterwohlfahrt vermietete, dann (in den 1950er Jahren) ein Flüchtlingsheim einrichtete... Später waren hier ein Schlosscafé und eine Schönheitsfarm untergebracht. Die Erben von Rolf von Humann verkauften schließlich den Besitz im Jahre 1970 an einen Privatmann. In den folgenden Jahren war das Areal an den Orden der Tempelritter und danach bis 1983 an die Bhagwan-Sekte vermietet. Seit 1988 ist Schloss Hainhofen in geteiltem Privatbesitz. Der zuletzt sehr marode Gebäudekomplex wurde in jüngster Zeit aufwändig saniert. 2014 erhielt das Schloss den Denkmalpreis des Bezirks Schwaben für eine beispielhaft perfekte Sanierung.